# Lindsay-Burn-Syndrom
Das Lindsay-Burn-Syndrom ist eine sehr seltene angeborene, zu den Syndromalen X-chromosomalen mentalen Retardierungen zählende Erkrankung mit den Hauptmerkmalen Geistige Behinderung, Pyramidenbahnzeichen und vergrößerte Hoden (Makroorchidie).
Synonyme sind: Geistige Retardierung, X-chromosomale - Psychose – Makroorchidie, englisch Mental retardation, X-linked, syndromic 13; MRXS13; Mental retardation, X-linked 79; MRX79; Mental retardation, X-linked 16; MRX16; Mental retardation, X-linked, With Spasticity; Mental retardation With Psychosis, Pyramidal Signs, And Macroorchidism; PPMX
Die Namensbezeichnung bezieht sich auf die Erstbeschreibung aus dem Jahre 1996 durch die englische Humangenetikerin Susan Lindsay und J. Burn und Mitarbeiter.

## Verbreitung
Die Häufigkeit wird mit unter 1 zu 1.000.000 angegeben, bislang wurde erst eine Familie beschrieben. Die Vererbung erfolgt X-chromosomal-dominant.

## Ursache
Der Erkrankung liegen Mutationen im MECP2-Gen auf dem X-Chromosom Genort q28 zugrunde, welches für den Transkriptionsfaktor Methyl-CpG-Binding Protein 2 kodiert.
Mutationen in diesem Gen sind auch beim Rett-Syndrom beteiligt.

## Klinische Erscheinungen
Klinische Kriterien sind:
- Mäßige geistige und kognitive Behinderung, Intelligenzminderung, Lernschwächen
- manisch-depressive Psychose
- Pyramidenbahnzeichen, Tremor, schlurfendes Gangbild, erhöhter Muskeltonus (Muskelsteife) und verstärkte Sehnenreflexe, Spasmen
- Makroorchidie